# Linum densiflorum
Linum densiflorum là một loài thực vật có hoa trong họ Linaceae. Loài này được P.H.Davis mô tả khoa học đầu tiên năm 1957.